# Leonard Courtney, 1. Baron Courtney

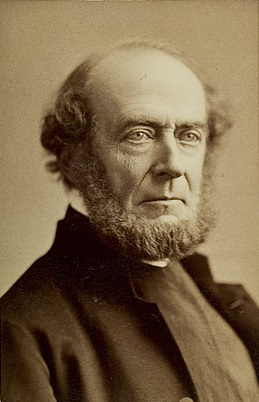
Leonard Henry Courtney, 1871

Leonard Henry Courtney, 1. Baron Courtney PC (* 6. Juli 1832 in Penzance, Cornwall; † 11. Mai 1918 in Chelsea, London) war ein britischer Politiker der Liberal Party und später der Liberalen Unionisten.

## Leben
Courtney war der Sohn des Bankers John Sampson Courtney und von Sarah Mortimer. Sein Bruder John Mortimer Courtney (1838–1920) wurde in Kanada stellvertretender Finanzminister und sein Bruder William Prideaux Courtney (1845–1913) war im öffentlichen Dienst und Gelehrter. Courtney studierte am St. John’s College der Universität Cambridge, wo er in den Tripos-Prüfungen Second Wrangler wurde, den Smith-Preis gewann und Fellow des St. John’s College wurde. Danach wurde er 1858 an der Lincoln’s Inn als Barrister zugelassen. 1872 bis 1875 war er Professor für Politische Ökonomie am University College London. 1889 wurde er Bencher.
Nach einer erfolglosen Kandidatur wurde er 1876 als Abgeordneter der Liberal Party für das Borough Liskeard in Cornwall ins House of Commons gewählt. Er hatte dieses Mandat bis 1885 inne und war nach der anschließenden Wahlkreisreform bis 1900 Abgeordneter für das Borough Bodmin in Cornwall. Zur Unterhauswahl 1900 trat er wegen seiner Gegnerschaft zum Burenkrieg nicht mehr an.
Er hatte verschiedene hohe Ämter in der zweiten Regierung Gladstone (1880–1885), zuerst Unterstaatssekretär im Home Department, 1881 im Colonial Office und 1882 Finanzsekretär im Schatzamt. Danach zerstritt er sich mit Gladstones Regierung, zunächst über die Wahlrechtsreform 1884, da er das Prinzip proportionaler Repräsentation verletzt sah, und 1885 über die Irlandpolitik (Home Rule). Er trat 1884 zurück und gehörte zu denen, die sich in der Liberal Unionist Party von der Liberal Party abspalteten.
1886 wurde er Stellvertreter des Sprecher des House of Commons (Chairman of Ways and Means) und 1889 Mitglied des Privy Councils. Seine politische Unabhängigkeit und nachlassendes Sehvermögen verhinderten die Kandidatur zum Sprecher bei den nächsten Wahlen 1895. Insbesondere verhinderte sein öffentlicher Einsatz für die Buren, dass er noch einmal höhere politische Ämter erlangte.
Am 14. Juli 1906 wurde er als Baron Courtney, of Penwith in the County of Cornwall, zum erblichen Peer erhoben, und wurde dadurch Mitglied des House of Lords.
1897 bis 1899 war er Präsident der Royal Statistical Society. Er schrieb zeitweise regelmäßig für die The Times.
Er war seit 1883 mit Catherine (Kate) Potter (1847–1929), der Schwester von Beatrice Webb, verheiratet. Courtney unterstützte in Verbindung mit Beatrice Webb Frauenrechte. Er war mit dem Maler Norman Garstin befreundet. Da seine Ehe kinderlos blieb, erlosch sein Adelstitel bei seinem Tod 1918. 

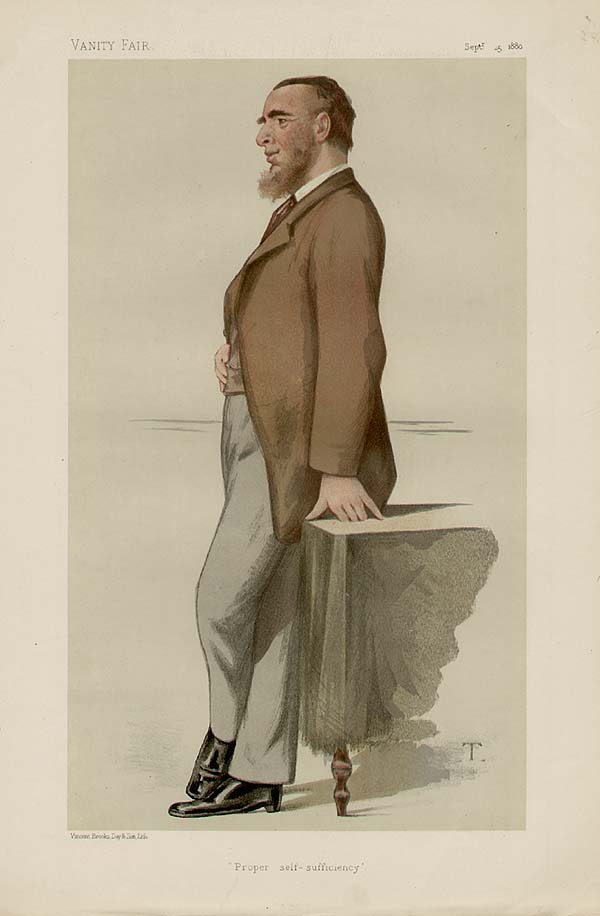
Karikatur von Courtney: Proper self-sufficiency, Vanity Fair 1880

## Zitate
Ihm wird die Phrase There are three kinds of lies: lies, damn lies and statistics (Es gibt drei Arten von Lügen: Lügen, verdammte Lügen und Statistiken) zugeschrieben, das früher häufig fälschlich Benjamin Disraeli zugeschrieben wurde.

## Schriften
- The working constitution of the United Kingdom and its outgrowths. Dent, London 1901, 1920